# Big Japan Pro Wrestling
Big Japan Pro Wrestling (BJW) is een Japans professionele worstelorganisatie die vooral gespecialiseerd is in het organiseren van de zogenaamde Deathmatches, de extreme variant van het worstelen waarbij vaak wapens worden gebruikt. De organisatie werd opgericht in 1995 door Shinja Koshika. In 2011 veranderde de organisatie van eigenaar en werd Eiji Tosaka de nieuwe baas.

## Geschiedenis
Big Japan Pro Wrestling werd opgericht in 1995, een periode waarin het hardcore worstelen zeer populair was in Japan. Het volgde in de voetsporen van andere grote Japanse hardcore organisaties als Frontier Martial-Arts Wrestling (FMW) en International Wrestling Association of Japan (IWA). De wedstrijden van deze organisaties bevatten vaak wapens. Die wapens lopen uit van de 'normale' stoeltjes en tafels tot spijkers, vuur, prikkeldraad, punaises en tl-buizen. In de begin dagen van Big Japan Pro Wrestling was het budget niet genoeg om te kunnen concurreren met de andere grote Japanse organisaties. Dit leidde ertoe dat BJW meerdere unieke wedstrijden opzette om toch publiek te trekken. Enkele voorbeelden van dit soort wedstrijden zijn:
- Circus Deathmatch: Boven de ring staat een stellage met daaronder een net van prikkeldraad. Wanneer een worstelaar van de stellage afvalt, valt hij in het net van prikkeldraad. Wanneer een worstelaar in het net is gevallen wordt het net verwijderd en gaat de wedstrijd verder volgens de reguliere regels waarbij een worstelaar de ander drie seconden met de schouders op de mat moet houden.

- Piranha Deathmatch: Platen met daarop vastgespijkerd prikkeldraad zijn in de hoeken van de ring geplaatst. In het midden van de ring staat een tank met daarin meerdere piranha's. Om te winnen moet een worstelaar zijn tegenstander tien seconden in de tank houden.

- Scorpion Deathmatch: Eenzelfde soort wedstrijd als de Piranha Deathmatch. Dit keer zijn de platen met prikkeldraad echter vervangen door cactussen en zitten er schorpioenen in de tank in plaats van piranha's.

- Crocodile Deathmatch: Twee worstelaars worstelen in een willekeurige deathmatch. De verliezer van de wedstrijd moet het vervolgens opnemen tegen een krokodil.

- Big Japan W*ING Crisis Big Born Death Match: Een wedstrijdtype met platen met prikkeldraad, punaises, een bed van spijkers, bakken met schorpioenen, cactussen, tl-buizen, honkbalknuppels omwikkeld met prikkeldraad, boormachines, zwaarden, messen en cirkelzagen.

- Ancient Way Death Match: Beide worstelaars wikkelen lappen om hun handen. Die doordrengen ze vervolgens met honing om ze daarna in gebroken glas te dopen waarna ze elkaar te lijf gaan.

- Big Japan CZW Crisis Big Born Cage of Death Deathmatch: Een variant van de Steel Cage Match. De kooi is gevuld met meerdere wapens waaronder tafels, ladders, stoeltjes, koevoeten, platen met prikkeldraad, punaises, een bed van spijkers, bakken met schorpioenen, cactussen, tl-buizen, glas, honkbalknuppels omwikkeld met prikkeldraad, boormachines, zwaarden, messen en cirkelzagen. Ook wordt soms de omheining van de kooi onder stroom gezet.

- Big Japan WWE Crisis Big Born Hell in a Cell Deathmatch: Een variant van de Hell in a Cell match. De worstelaars beginnen op een stellage waar een net van prikkeldraad hun opvangt als ze er vanaf vallen. In de kooi bevinden zich dezelfde soort wapens als bij de Big Japan CZW Crisis Big Born Cage of Death Deathmatch. Er wordt gewonnen door Pinfall.

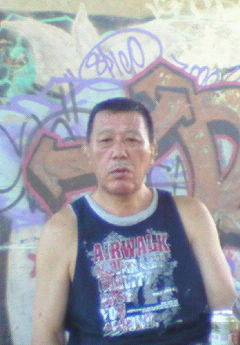
Shinja Koshika, oprichter van BJW

## Feuds met andere organisaties
Big Japan Pro Wrestling heeft meerdere feuds, verhaallijnen waarbij twee worstelaars of in dit geval twee organisaties een groot conflict hebben dat uiteindelijk in de ring wordt uitgevochten, met andere worstelorganisaties achter de rug. Ze hadden feuds met New Japan Pro Wrestling en het Amerikaanse Combat Zone Wrestling. Deze feuds waren verzonnen zodat beide organisaties meer inkomsten zouden genereren. Eind 1996 begin 1997 had Big Japan Pro Wrestling een feud met New Japan Pro Wrestling. BJW was toentertijd een wat jonge organisatie die behoefte had aan publiciteit. NJPW ging akkoord met de feud wat ervoor zorgde dat worstelaars van BJW ook worstelde in de shows van NJPW. In ruil voor de publiciteit die ze dankzij NJPW kregen ging BJW akkoord om de feud te verliezen. 
Eind jaren 90 en in het begin van het jaar 2000 had Big Japan Pro Wrestling een feud met Combat Zone Wrestling. CZW was toetertijd een jonge promotie in de Verenigde Staten en had dezelfde hardcore style als BJW. Worstelaars van beide organisaties worstelde door de overeenkomst in zowel de shows van CZW in de VS als in de shows van BJW in Japan. In 2010 sloten Big Japan Pro Wrestling en Combat Zone Wrestling een overeenkomst die ervoor zorgt dat talenten uit beide organisaties bij elkaar in de shows komen opdraven. Dit zorgt ervoor dat het beste hardcore talent van beide organisaties samen te zien zijn in de shows.
In oktober van 2008 kwamen meerdere worstelaars van Big Japan Pro Wrestling naar de Verenigde Staten om het op te nemen tegen de worstelaars van de Amerikaanse worstelpromotie Chikara.

## BJW-team
| Ringnaam           | Echte naam         | Aantekening(en)                                  |
| ------------------ | ------------------ | ------------------------------------------------ |
| Abdullah Kobayashi | Yoskue Kobayashi   |                                                  |
| Daikokubo Benkei   | Kazumi Kotani      |                                                  |
| Daisuke Sekimoto   | Daisuke Sekimoto   |                                                  |
| Hideyoshi Kamitani | Hideyoshi Kamitani |                                                  |
| Isamu Oshita       | Isamu Oshita       |                                                  |
| Jaki Numazawa      | Naoki Numazawa     |                                                  |
| Kankuro Hoshino    | Kankuro Hoshino    |                                                  |
| Kazuki Hashimoto   | Kazuki Hashimoto   |                                                  |
| Kota Sekfuda       | Kota Sekfuda       |                                                  |
| Lee Nikkan         | Yuki Ito           | Naast worstelaarster ook scheidsrechster van BJW |
| MEN's Teioh        | Takeo Otsuka       |                                                  |
| Ryuichi Kawakami   | Ryuichi Kawakami   |                                                  |
| Ryuji Ito          | Ryuji Ito          |                                                  |
| Ryuji Yamakawa     | -                  |                                                  |
| Takayuki Ueki      | -                  |                                                  |
| Yuichi Taniguchi   | Yuichi Taniguchi   |                                                  |
| Yuji Okabayashi    | Yuji Okabayashi    |                                                  |

## Bekende (oud-)worstelaars
- Abdullah the Butcher
- Homicide
- Jun Kasai
- Kintaro Kanemura
- Mad Man Pondo
- Masada
- Necro Butcher
- Tarzan Goto

## BJW-kampioenen
De huidige kampioenen (Update: 3 april 2015)
| Kampioenschap                               | Huidige kampioen(en)        | Datum            | Vorige kampioen(en)       | Evenement                                |
| ------------------------------------------- | --------------------------- | ---------------- | ------------------------- | ---------------------------------------- |
| BJW Deathmatch Heavyweight Championship     | Yuki Miyamoto               | 15 juni 2014     | Ryuji Ito                 | Big Japan Pro Wrestling                  |
| BJW Strong World Heavyweight Championship   | Daisuke Sekimoto            | 31 maart 2015    | Shuji Ishikawa            | BJW Ikkitousen Death Match Survivor 2015 |
| BJW Tag Team Championship                   | Kohei Sato & Shuji Ishikawa | 31 mei 2014      | Shinobu & Yuji Okabayashi | Big Japan Pro Wrestling                  |
| Independent Junior Heavyweight Championship | Hi69                        | 22 februari 2015 | Atsushi Maruyama          |                                          |
| WEW Hardcore Tag Team Championship          | NASU Banderas & Ricky Fuji  | 3 mei 2014       | Bambi & Makoto            | Big Japan Pro Wrestling                  |